# Willem Dirk Hendrik Baron van Asbeck

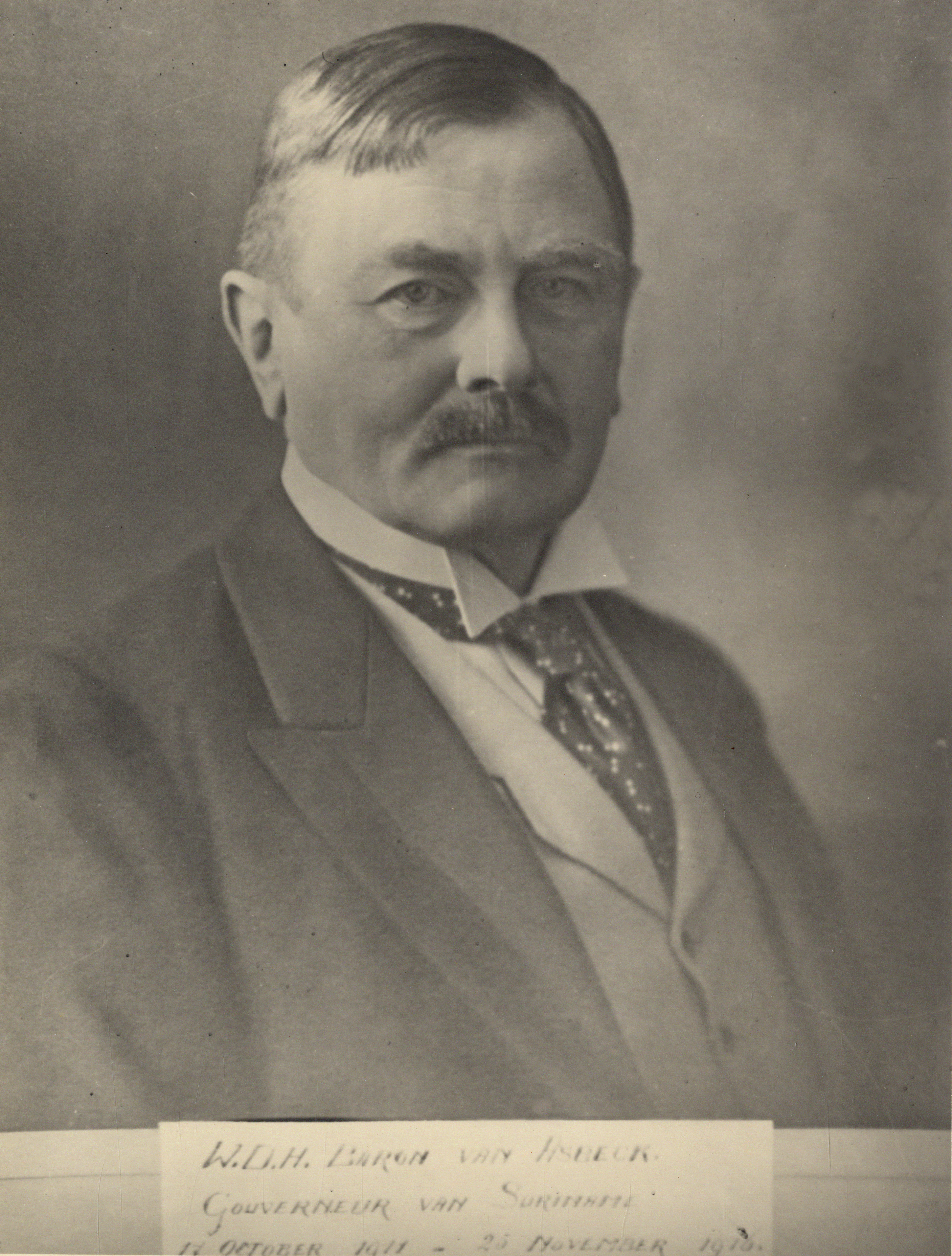
Willem Dirk Hendrik Baron van Asbeck (1915)

Willem Dirk Hendrik Baron van Asbeck (* 30. Juli 1858 in Noordwijk-Binnen, Provinz Zuid-Holland; † 17. Mai 1935 in Den Haag) war ein niederländischer Seeoffizier, Kolonialbeamter und Diplomat, der unter anderem zwischen 1911 und 1916 Gouverneur von Niederländisch-Guayana (Suriname), von 1922 bis 1927 Gesandter in Mexiko sowie zwischen 1927 und 1931 Gesandter in Spanien war.

## Leben
Willem Dirk Hendrik Baron van Asbeck, der aus einer friesischen Adelsfamilie stammte und der Sohn eines Bezirkszahlmeisters, absolvierte eine Ausbildung zum Seeoffizier und nahm an verschiedenen Militäroperationen im Indischen Ozean sowie am Aceh-Krieg in Niederländisch-Indien teil. 1884 war er Teilnehmer der Expedition der Willem Barentsz in der Nordostpassage im Arktischen Ozean. Während seiner militärischen Laufbahn wurde er am 16. November 1890 zum Korvettenkapitän (Luitenant-ter-zee eerste klasse) sowie am 1. Juli 1901 zum Fregattenkapitän (Kapitein-luitenant-ter-zee) befördert, ehe am 6. November 1905 seine Beförderung zum Kapitän zur See (Kapitein-ter-zee) erfolgte. Er war zeitweise Mitglied der Kommission zur Revision des Schiffssignalwesens sowie Regent des Waisenhauses in Haarlem und fungierte zwischen dem 1. Oktober 1908 und dem 1. August 1911 als Kommandant des Königlichen Instituts für die Marine (Koninklijk Instituut voor de Marine) in Den Helder. Nach dem Ende dieser Verwendung wurde ihm am 1. August 1911 der Charakter eines Konteradmirals (Schout-bij-nacht titulair) verliehen. 
Nach der Abberufung von Dirk Fock am 30. Juni 1911 und den darauf folgenden kommissarischen Amtsführungen von Louis Marie Rollin Couquerque und Pieter Hofstede Crull wurde Baron van Asbeck am 17. Oktober 1911 Gouverneur von Niederländisch-Guayana (Suriname) und bekleidete dieses Amt bis zum 25. November 1916, woraufhin Gerard Johan Staal seine dortige Nachfolge antrat.
Nach seiner Rückkehr war Baron van Asbeck zwischen November 1916 und Mai 1922 Vorstandsvorsitzender der Westindischen Kammer (West-Indische Kamer) in Amsterdam und fand daraufhin vom 1. Juni 1922 bis zum 1. Januar 1927 Verwendung als außerordentlicher Gesandter und bevollmächtigter Minister in Mexiko und war mit Amtssitz in Mexiko-Stadt auch in Guatemala akkreditiert. Im Anschluss wurde er am 1. Januar 1927 außerordentlicher Gesandter und bevollmächtigter Minister in Spanien und verblieb auf diesem diplomatischen Posten in Madrid bis zum 1. November 1931. Für seine Verdienste wurde er Ritter des Ordens vom Niederländischen Löwen sowie Offizier des Ordens von Oranien-Nassau.
Willem Dirk Hendrik Baron van Asbeck war der Vater des Juristen Frederik Mari van Asbeck (1889–1968), der als Professor für Internationales Recht an der Universität Leiden lehrte, sowie ein Schwager des Politikers Aarnoud Jan Anne Aleid Baron van Heemstra (1871–1957), der zwischen 1910 und 1920 Bürgermeister von Arnhem sowie von 1921 bis 1928 ebenfalls Gouverneur von Niederländisch-Guayana (Suriname) war.